# Vliegende schotels
Vliegende schotels is een artistiek kunstwerk en toegepaste kunst in Amsterdam-Zuidoost.
Het kunstwerk van Wim Winnubst kwam er in samenwerking met de basisschool Santenkraam (vanaf 2009 opgegaan in Samenspel). Het is dan 1985 en de leerlingen vroegen om een speelobject in de vorm van “iets om in te vliegen”. Winnubst kwam met een klimrek, glijbaan, plateaus en alles verbonden met trapjes, waarvan geen enkele sport/tree recht staat. Het is uitgevoerd in de kleuren rood, geel, blauw en wit. Gezien de vorm kreeg het werk al snel de naam drumstel. In verband met de herinrichting en sanering van wijk werd het rond 2017 verplaatst vanuit Geerdinkhof naar iets zuidelijker gelegen grasland aan de 's-Gravendijkdreef bij de Bijlmerweide, de kunstenaar was al in 2001 overleden. Het is het enige kunstwerk dat hij voor Amsterdam maakte. 

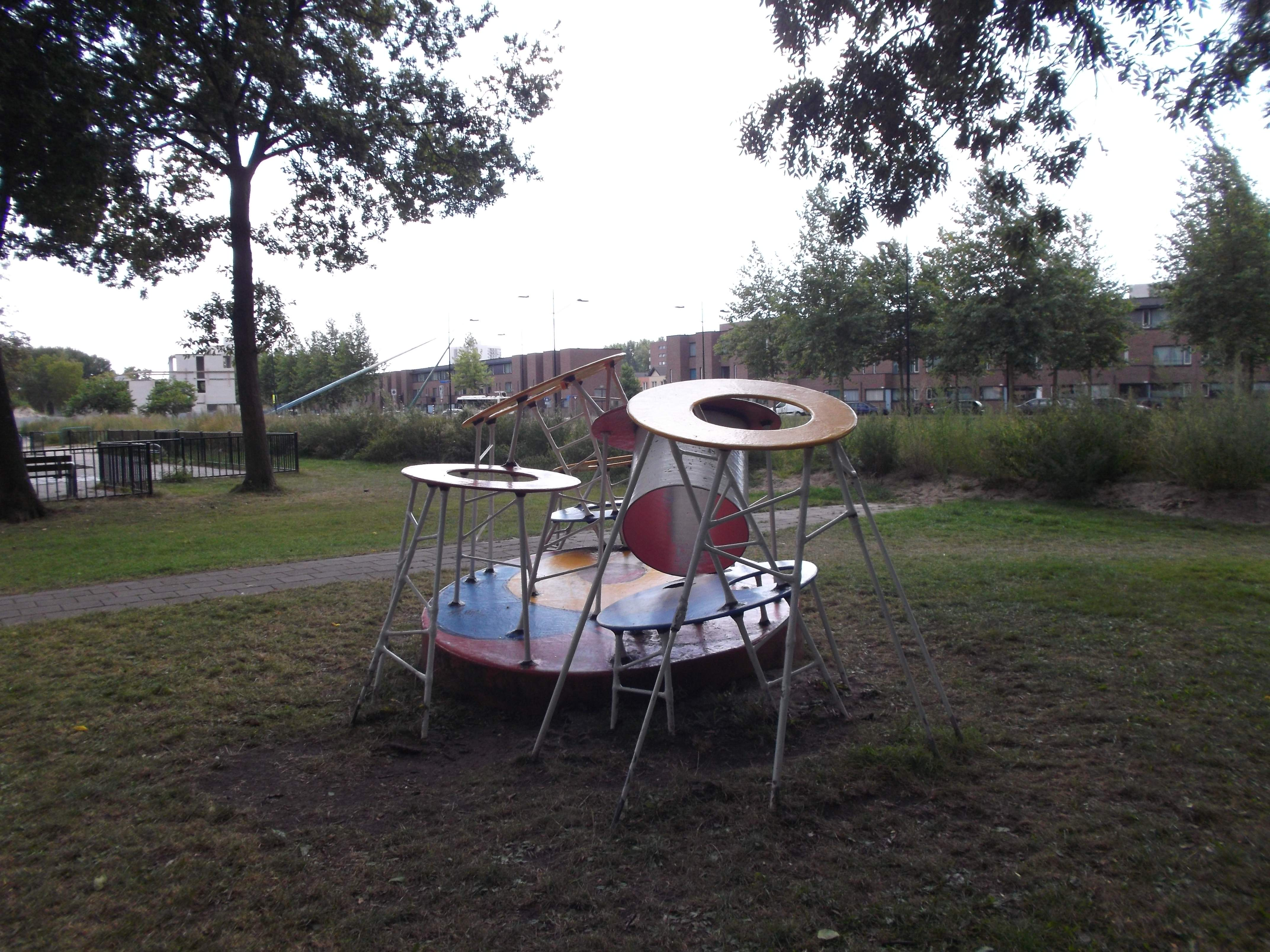
Vliegende schotels op Geerdinkhof (september 2013)